# Elecciones generales de Alemania Oriental de 1963
Las Elecciones generales de Alemania Oriental de 1963 se celebraron el 20 de octubre de 1963. Al principio se celebrarían en noviembre de 1962, pero fueron pospuestas. Se eligieron un total de 434 diputados a la Volkskammer, siendo todos ellos candidatos de la lista única del Frente Nacional.
De 11 621 158 electores inscritos, 11 533 859 (99,25%) votaron, con el 99,95% de los votos para los candidatos del Frente y el 0,05% en contra. El 0,04% de los votos fueron invalidados.

## Resultados
| Partido/Grupo                             | Acrónimo | Escaños |
| ----------------------------------------- | -------- | ------- |
| Partido Socialista Unificado de Alemania  | SED      | 110     |
| Federación Alemana de Sindicatos Libres   | FDGB     | 60      |
| Unión Demócrata Cristiana                 | CDU      | 45      |
| Partido Liberal Democrático de Alemania   | LDPD     | 45      |
| Partido Democrático Campesino de Alemania | DBD      | 45      |
| Partido Nacional Democrático de Alemania  | NDPD     | 45      |
| Juventud Libre Alemana                    | FDJ      | 35      |
| Liga de Mujeres Demócratas                | DFD      | 30      |
| Kulturbund                                | KB       | 19      |